# Nick Taitague
Nicholas Matthew „Nick“ Taitague (* 17. Februar 1999 in Richmond, Virginia) ist ein ehemaliger US-amerikanischer Fußballspieler.

## Karriere

### Verein

#### Anfänge in den USA
Der in Richmond, Virginia geborene Taitague begann 2008 beim FC Richmond mit dem Fußballspielen. Anfang April 2016 wechselte der 17-Jährige in den benachbarten Bundesstaat North Carolina zu den Carolina RailHawks, bei denen er dem Kader der U18 und der Profis in der NASL angehörte. In der Spring Season 2016 (April bis Juni) kam der Mittelfeldspieler auf 4 Einwechslungen für die Profis in der NASL. In der Fall Season 2016 (Juli bis Oktober) kam er für die Profis nicht mehr zum Einsatz, u. a. weil er im August 2016 mit der U18-Nationalmannschaft an einem Turnier in Tschechien teilnahm.

#### FC Schalke 04
An seinem 18. Geburtstag am 17. Februar 2017 wechselte Taitague in das Nachwuchsleistungszentrum des FC Schalke 04. Er folgte damit dem Vorbild von Weston McKennie und Haji Wright, die der FC Schalke 04 zuvor aus den USA für seinen Jugendbereich verpflichtet hatte. Bis zum Ende der Saison 2016/17 kam er unter Norbert Elgert noch zu einigen Einsätzen in der A-Junioren-Bundesliga. In der Saison 2017/18, seiner letzten Spielzeit bei den Junioren, war Taitague dann Stammspieler und kam in 20 Ligaspielen (alle von Beginn) zum Einsatz, in denen er 4 Tore erzielte.
Zur Saison 2018/19 schaffte Taitague nicht den Sprung in den Profikader, sondern wurde in die zweite Mannschaft integriert, die in der fünftklassigen Oberliga Westfalen spielte. Aufgrund einiger Verletzungen kam er lediglich zu 3 Einsätzen (ein Tor). Im Dezember 2018 stieg er mit der Mannschaft aber als Meister in die Regionalliga West auf. Auch in der Saison 2019/20 konnte er nur 5 Regionalligaspiele (3-mal von Beginn) absolvieren, ehe die Spielzeit im März 2020 aufgrund der COVID-19-Pandemie nicht fortgeführt werden konnte. Dennoch nahm Taitague im Januar 2020 unter dem Cheftrainer David Wagner an der Wintervorbereitung der Profimannschaft teil und verlängerte im Februar 2020 seinen zum Saisonende auslaufenden Vertrag bis zum 30. Juni 2021.
Zur Saison 2020/21 rückte der 21-Jährige in den Profikader auf. Er kam aber weder unter Wagner noch unter dessen Nachfolgern Manuel Baum und Huub Stevens in der Bundesliga zum Einsatz, sondern sammelte ausschließlich Spielpraxis in der zweiten Mannschaft, für die er 5-mal in der Regionalliga auflief. Kurz nach dem Jahreswechsel 2020/2021 gab der Verein bekannt, sich mit Taitague auf eine Vertragsauflösung geeinigt zu haben.
Anschließend war Taitague vereinslos. Im Mai 2021 beendete er mit 22 Jahren aufgrund einer Rückenverletzung seine aktive Karriere. Im Anschluss an seine aktive Karriere arbeitet Taitague als Berater für eine Spieleragentur in den USA.

### Nationalmannschaft
Taitague spielte für verschiedene Jugendteams der Vereinigten Staaten.

## Erfolge
- Meister der Oberliga Westfalen und Aufstieg in die Regionalliga West: 2019

## Sonstiges
Sein Großvater väterlicherseits stammt aus Guam.